# Музей архитектуры и дизайна УрГАХУ
Музей архитектуры и дизайна УрГАХУ — расположен в Историческом сквере Екатеринбурга (на Плотинке) по адресу: ул. Горького, 4а.

## История

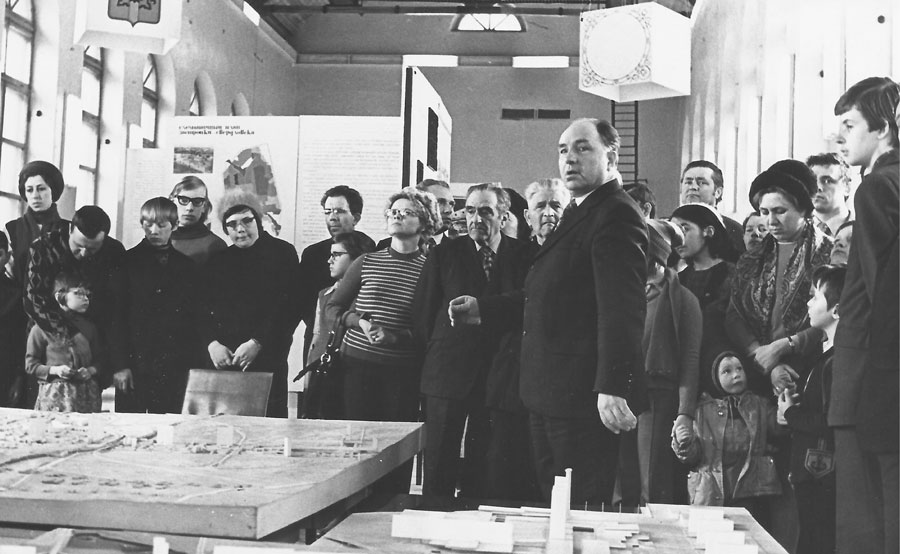
Открытие музея по проблемам истории и перспективам развития архитектуры Урала

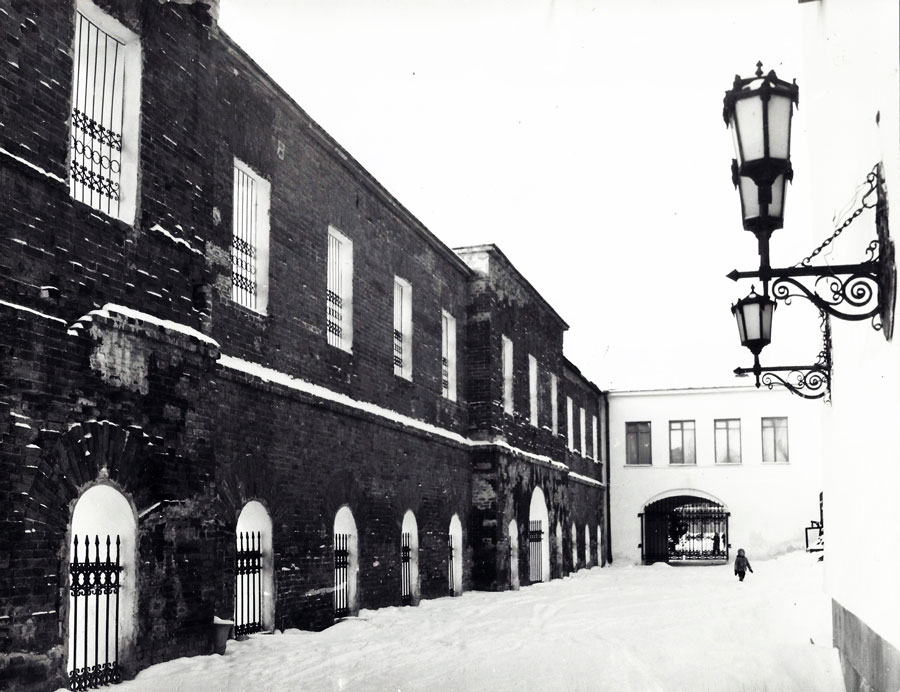
Восточная стена сборочного и слесарного цеха, построена в 1848 г.

18 ноября 1973 года в День 250-летия Свердловска состоялось торжественное открытие Исторического сквера. Среди создателей этого уникального комплекса были ректор Свердловского архитектурного института (САИ) Н. С. Алфёров и его ведущие преподаватели В. А. Пискунов, Г. И. Дубровин, А. Э. Коротковский, А. В. Овечкин, а также архитектор института «Свердловскгражданпроект» Л. П. Винокурова.
В знак признания заслуг архитектурного института в создании Исторического сквера часть зданий историко-мемориального комплекса передали САИ для создания Музея по проблемам истории и перспективам развития архитектуры Урала, открытие которого состоялось 29 марта 1975 года.
В конце 1970-х годов по инициативе профессора кафедры промышленного искусства Ю. А. Владимирского была развёрнута масштабная работа по сбору экспонатов для экспозиции крупногабаритной техники уральских заводов во внутреннем дворе музея. В 1985 году музей был переименован в Музей истории архитектуры и промышленной техники Урала, а в 2012 году — в Музей архитектуры и дизайна УрГАХУ.

## Здания музея
В 1975 году в состав музея вошли пять памятников промышленной архитектуры XIX века корпуса бывшей Екатеринбургской механической фабрики (ныне памятники федерального значения):
1. Чертёжная и контора главного механика завода (бывшая лесопильная мельница Екатеринбургского железоделательного завода), перестроена арх. М. П. Малаховым и И. И. Свиязевым под контору главного механика в 1832—1834 годах.
2. Подпорная (крепостная) стена завода с центральными воротами по ул. Горького, построена по проекту арх. М. П. Малахова и И. И. Свиязева в 1834 году.
3. Корпус для сушки леса (магазин леса), построен в 1857 году.
4. Корпус кладовых, построен в 1860 году.
5. Восточная стена сборочного и слесарного цеха, построена в 1848 году.

В 2008—2015 годах в рамках реконструкции музейного комплекса все здания были объединены в единый многофункциональный комплекс, в котором наряду с музеем разместился Уральский центр развития дизайна. Выставочные залы музея по-прежнему расположены в исторических корпусах магазина леса и кладовых, административные — в бывшей конторе главного механика и вновь построенных помещениях.

## Постоянная экспозиция
Экспозиция «Архитектура Каменного пояса» посвящена истории архитектуры и градостроительства на Урале. Лучшие образцы уральского зодчества конца XVII—XX веков представлены в макетах, графике, живописи, фотографиях конца XIX века.
Семь разделов рассказывают об основных этапах развития архитектуры и знакомят с историческими стилями: от народного деревянного зодчества и барокко до авангардной и современной архитектуры. Масштабные макеты архитектурных ансамблей Соликамска, Далматова монастыря, памятников промышленной архитектуры Северского, Кыштымского, Лысьвенского и Билимбаевского заводов, лучших творений основателя уральской школы классицизма М. П. Малахова выполнены студентами Уральской государственной архитектурно-художественной академии и Уральского колледжа архитектуры, строительства и предпринимательства.
Макетный ряд дополняет виртуальная экскурсия «Обзорная экскурсия. Екатеринбург». 15-серийный документальный цикл — это увлекательный рассказ об особенностях архитектурных стилей города на примере 45-ти памятников.

Экспозиция «Архитектура Каменного пояса»
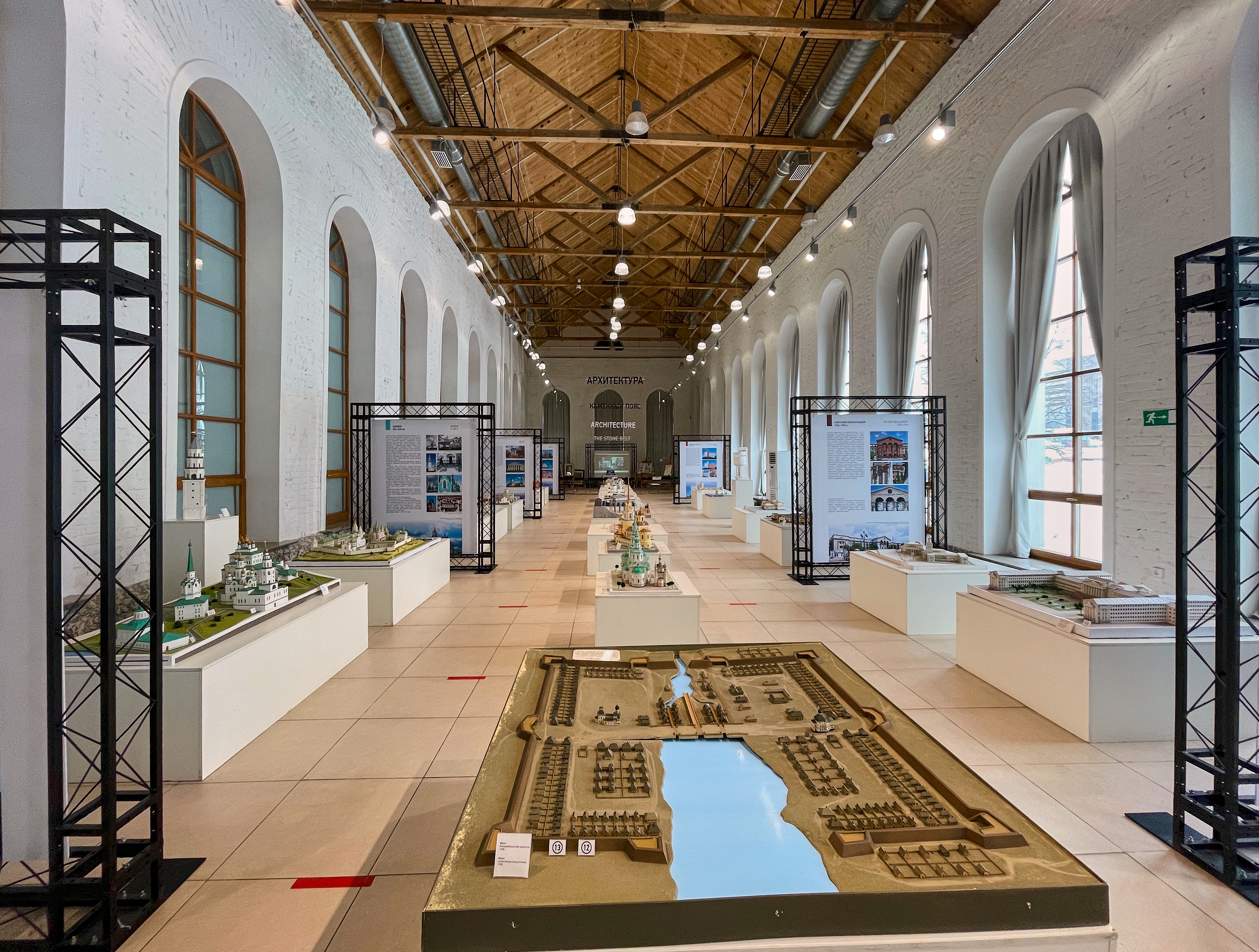
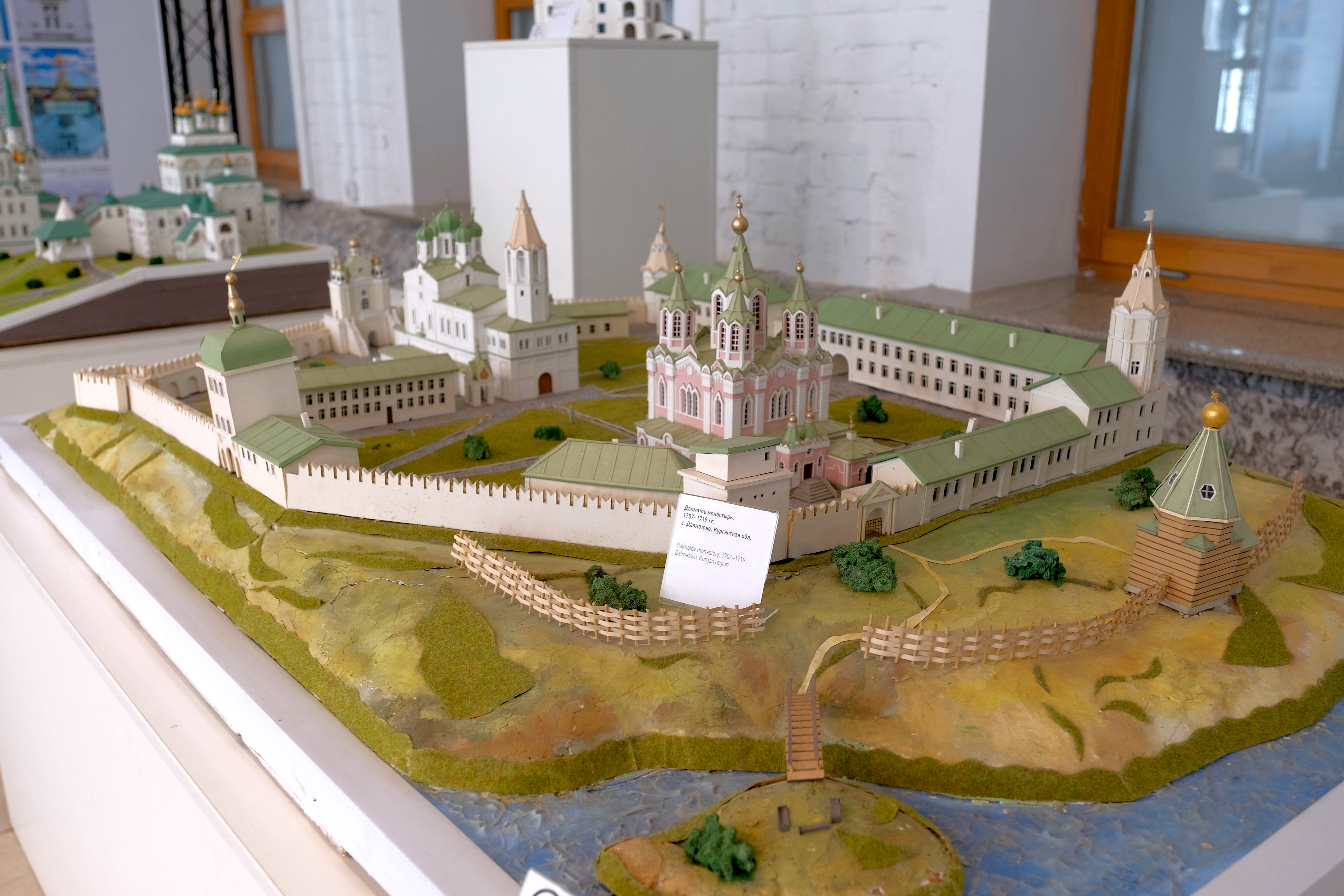
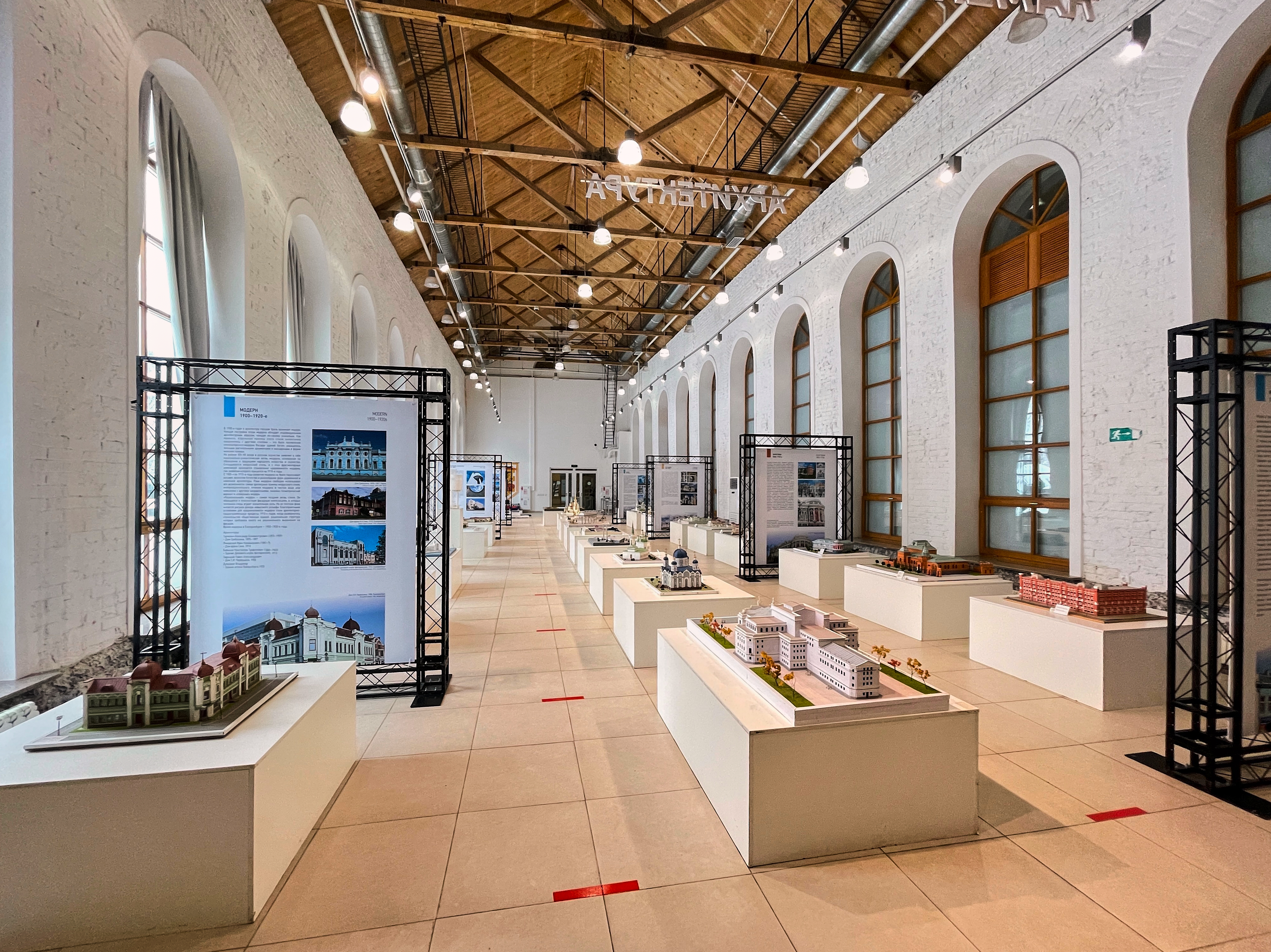
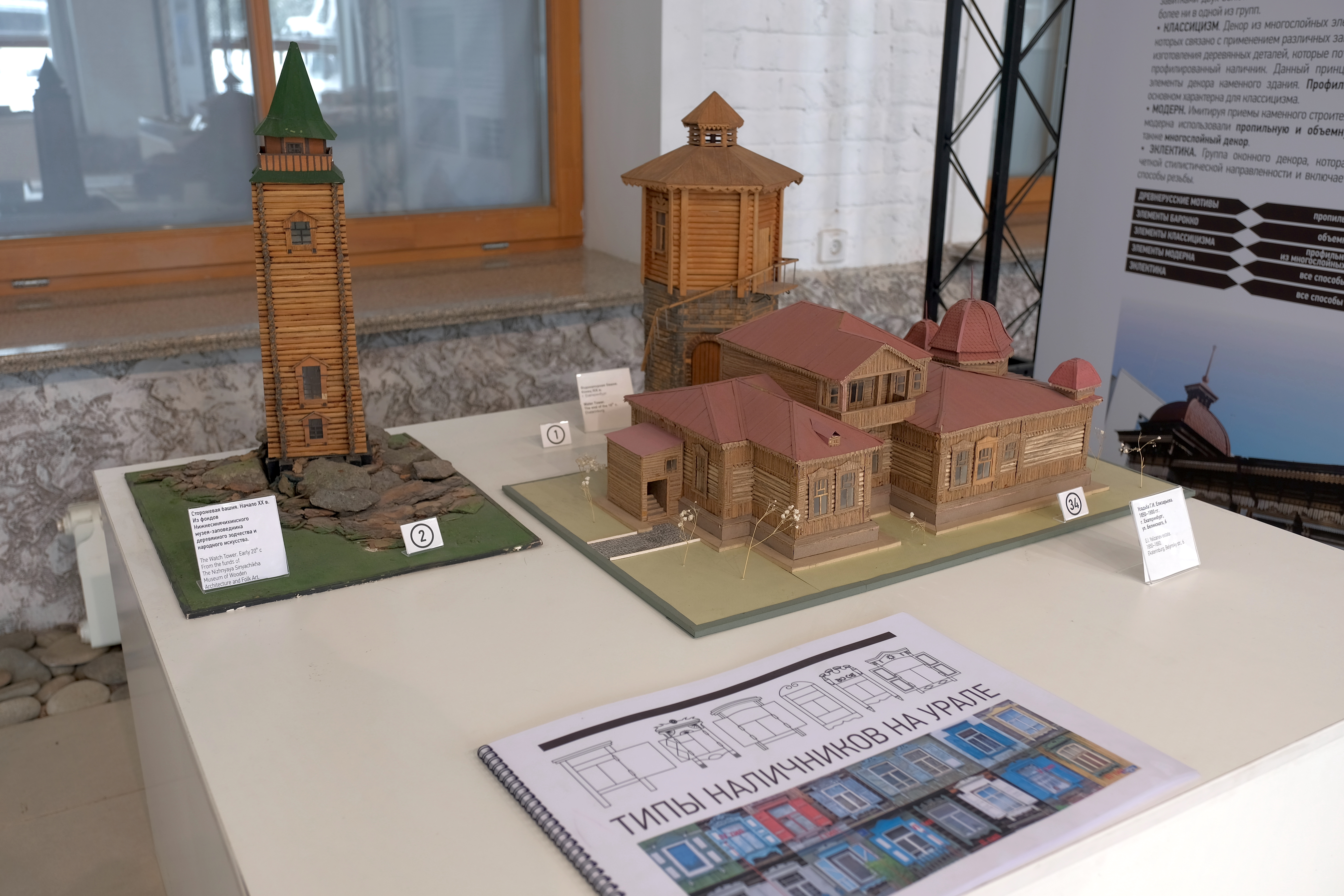
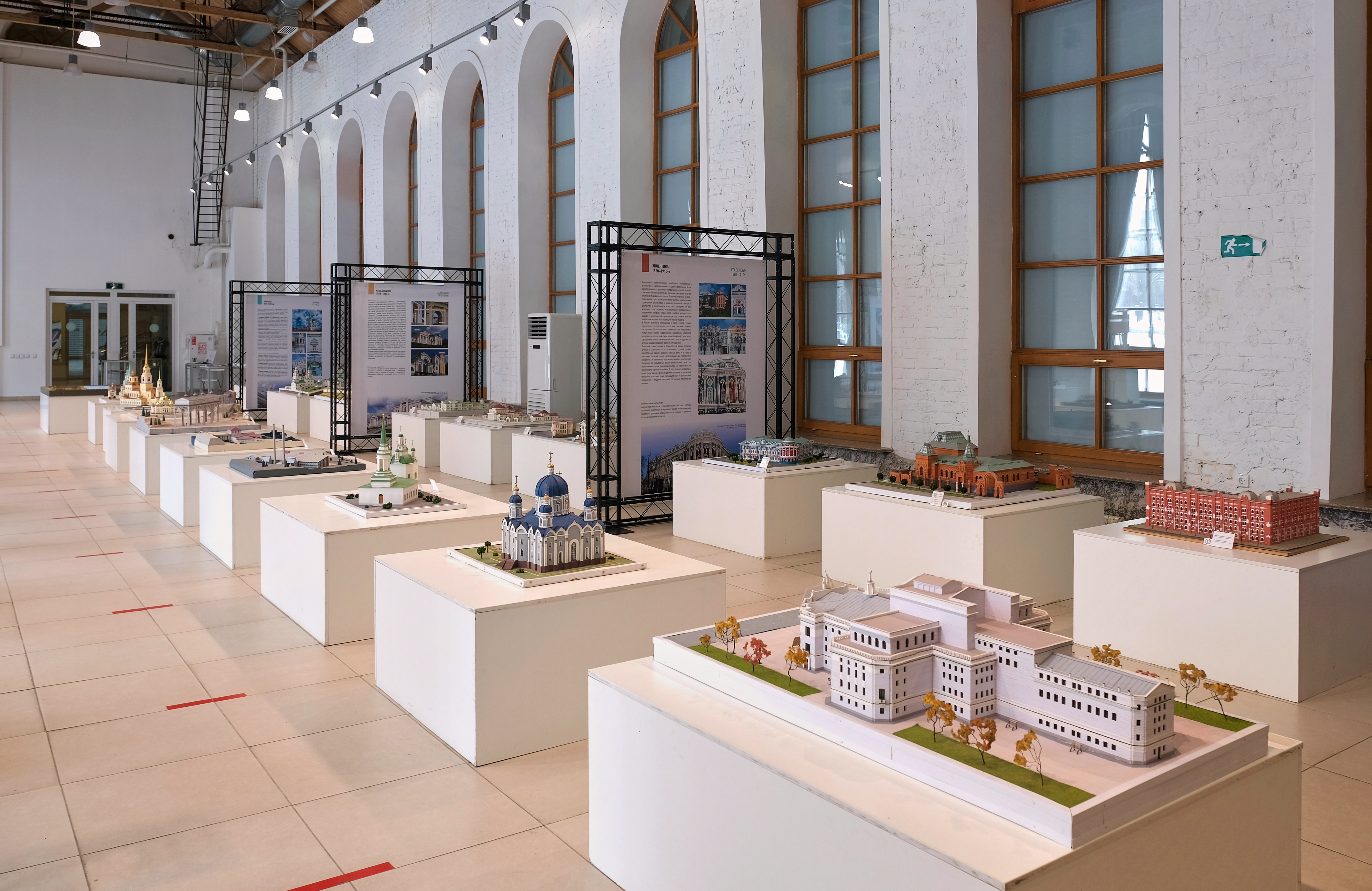
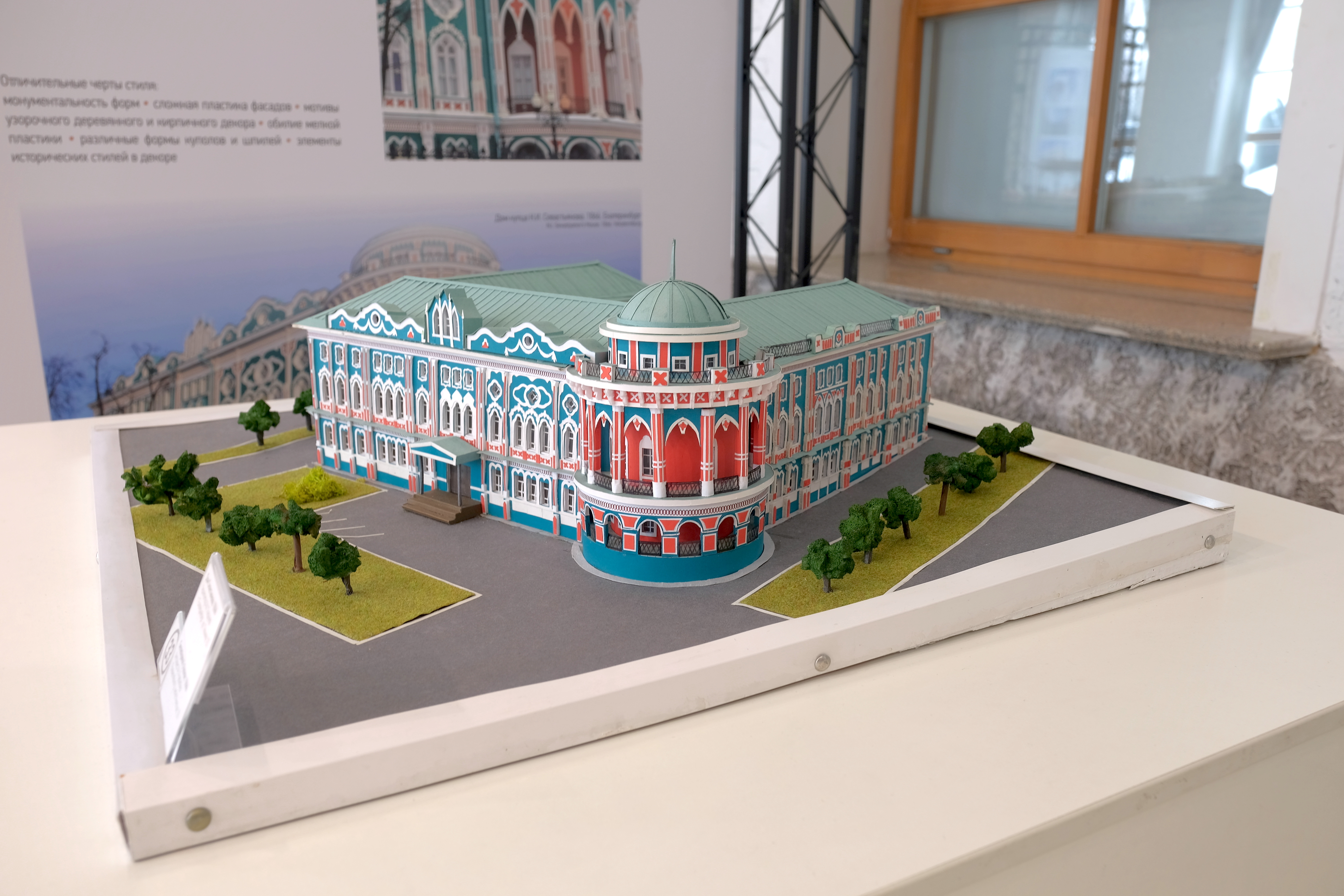
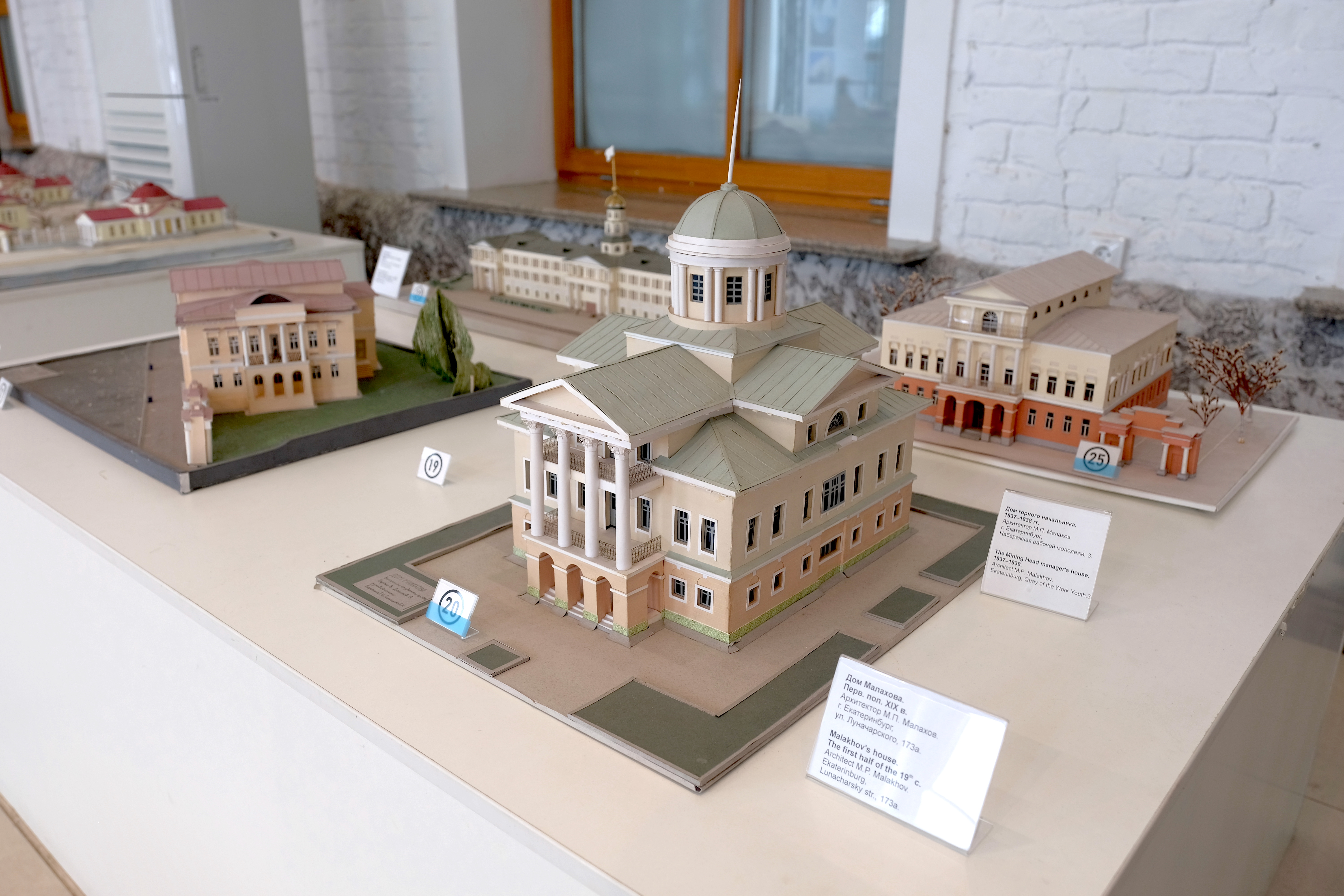

## Коллекции
- Крупногабаритная техника уральских заводов XIX—XX вв.[3] (экспозиция под открытым небом)

1. Листопроковочный молот Нейво-Шайтанского завода (1826 г.).
2. Машина паровая реверсивная Нижне-Салдинского завода (XIX в.).
3. Листопрокатная клеть Нейво-Шайтанского завода (XIX в.).
4. Паровоздушный молот Краматорского завода (1938 г.).
5. Пресс обрезной фирмы «Толедо» (США)(нач. XX в.).
6. Пресс двухкривошипный Златоустовского машиностроительного завода (1930 г.).
7. Ножницы гильотинные производства Германии (нач. XX в.).
8. Мостовой кран английского производства (нач. XX в.).
9. Конвертер Нижне-Салдинского завода (модель).

- Коллекция фотографий уральских заводов конца XIX — начала XX вв. С. Н. Сапожникова.
- Коллекция проектов жилых и общественных зданий 1920—1950-х гг. из личного архива В. А. Пискунова.
- Коллекция чертежей и планов из фонда БТИ г. Свердловска (Екатеринбурга).
- Станки камнерезной мастерской В. В. Шахмина XVII—XIX вв.
- Графика Г. В. Шауфлера (39 акварелей и рисунков).
- Коллекция негативов Ю. А. Владимирского (виды старых уральских заводов, интерьеры заводских цехов, оборудование).
- Коллекция негативов А. Любарского (архитектура Свердловска).

Экспозиция под открытым небом
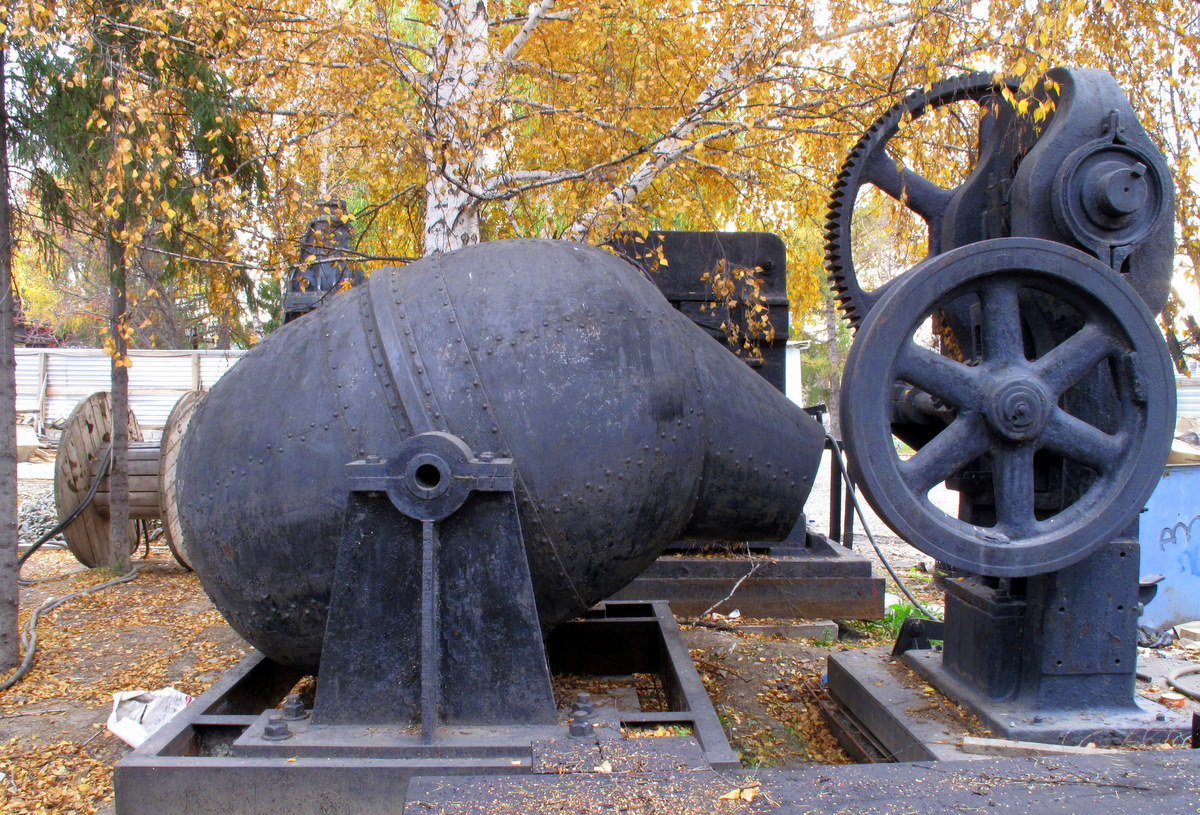
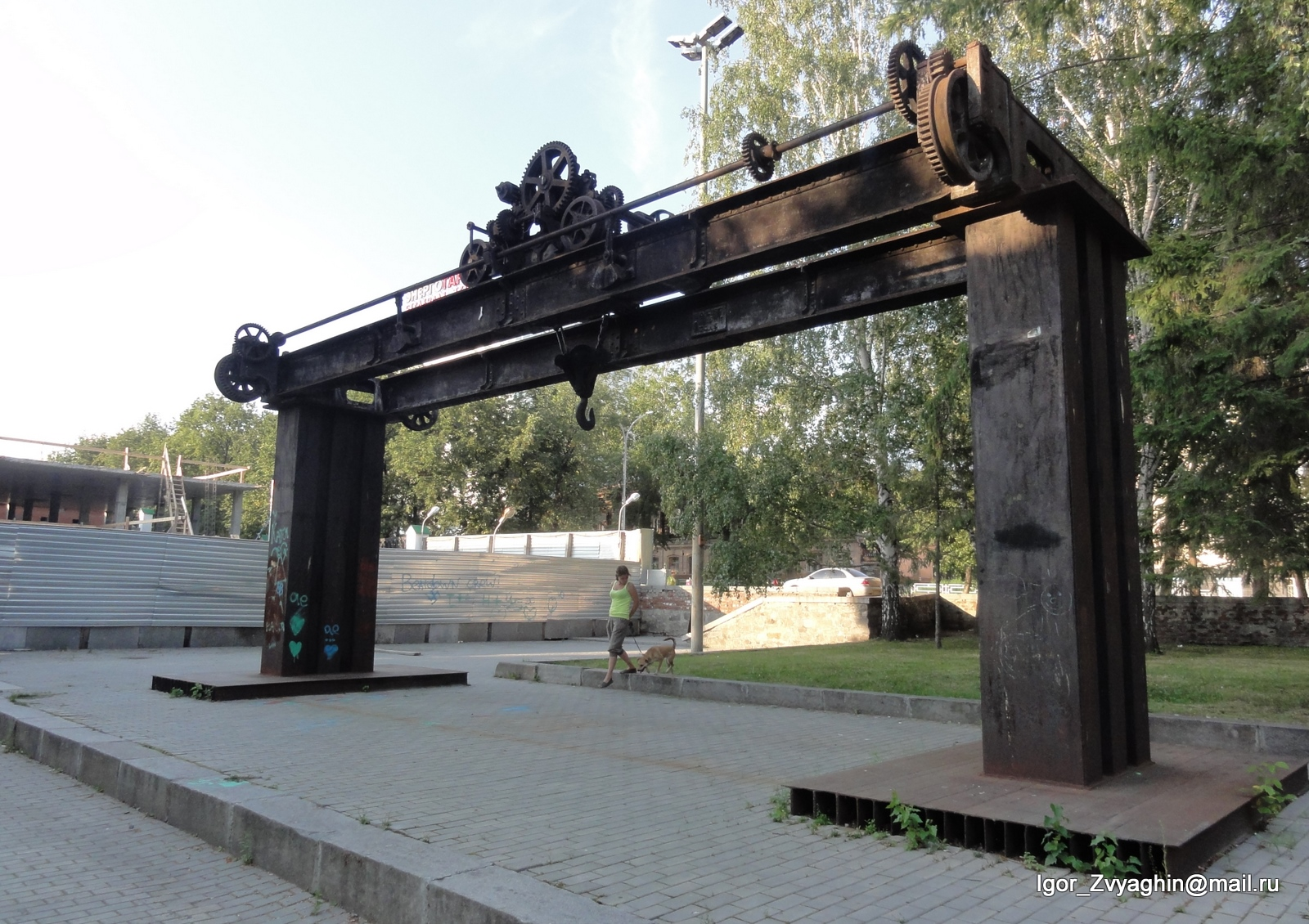
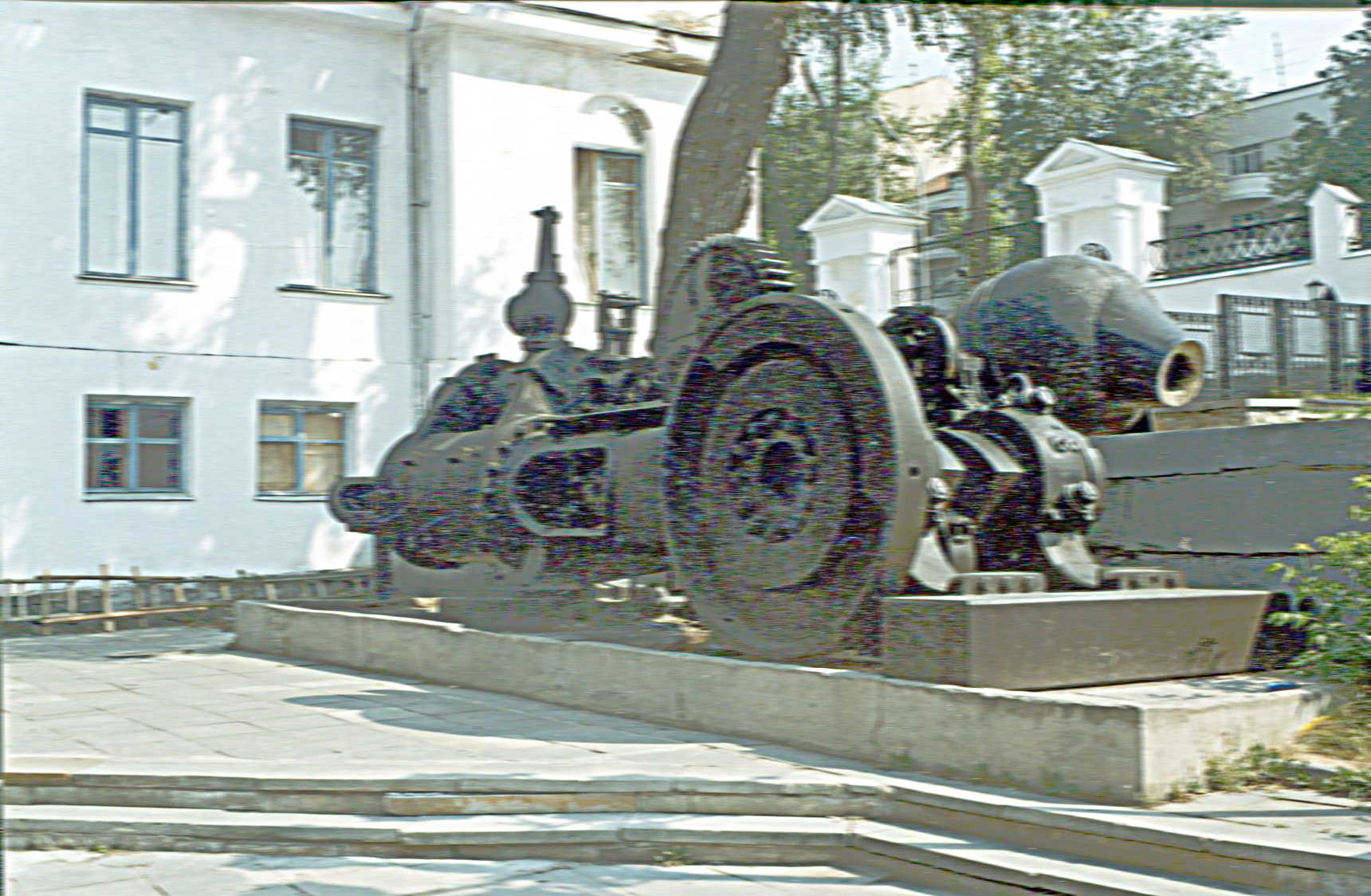
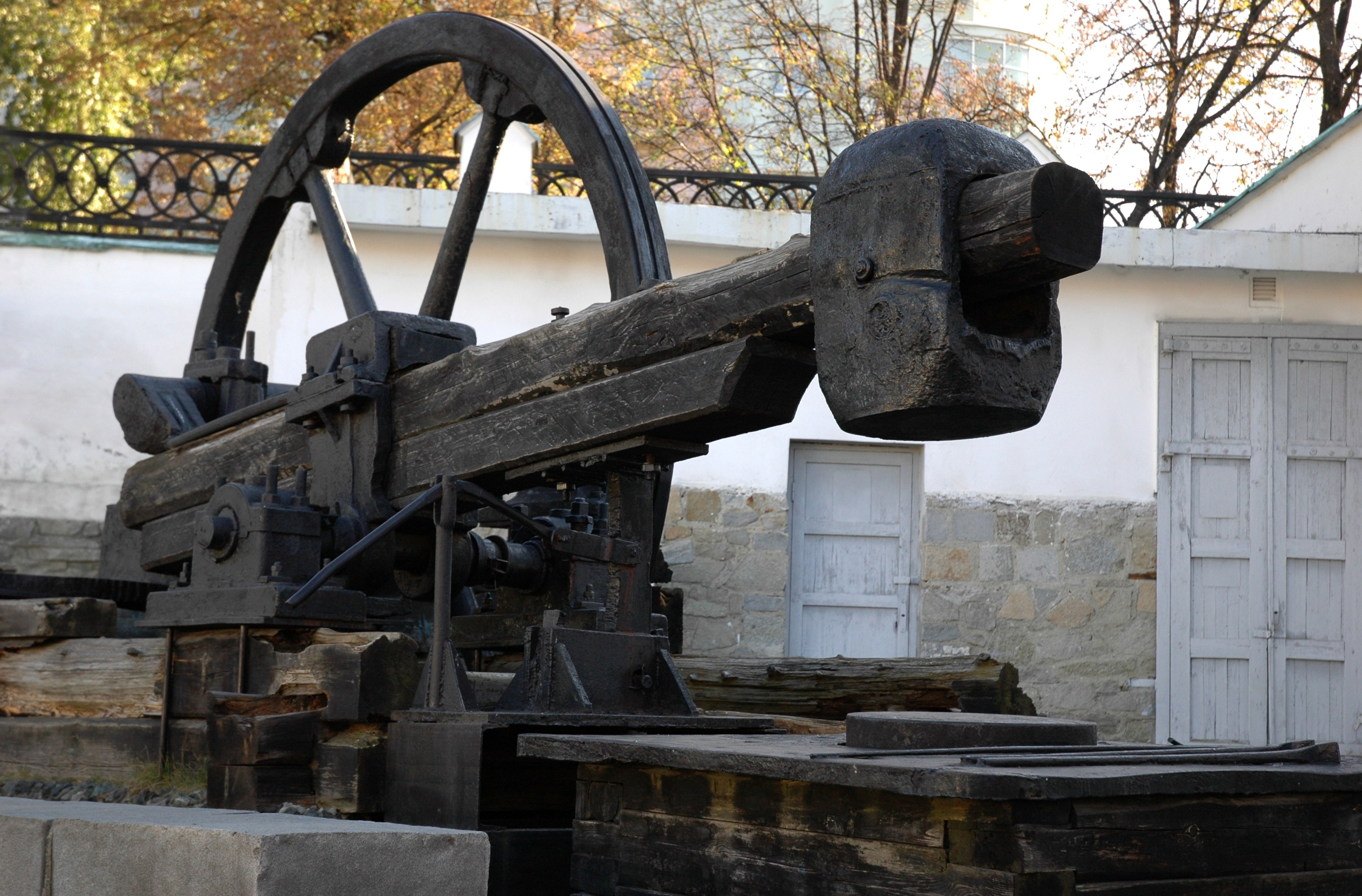
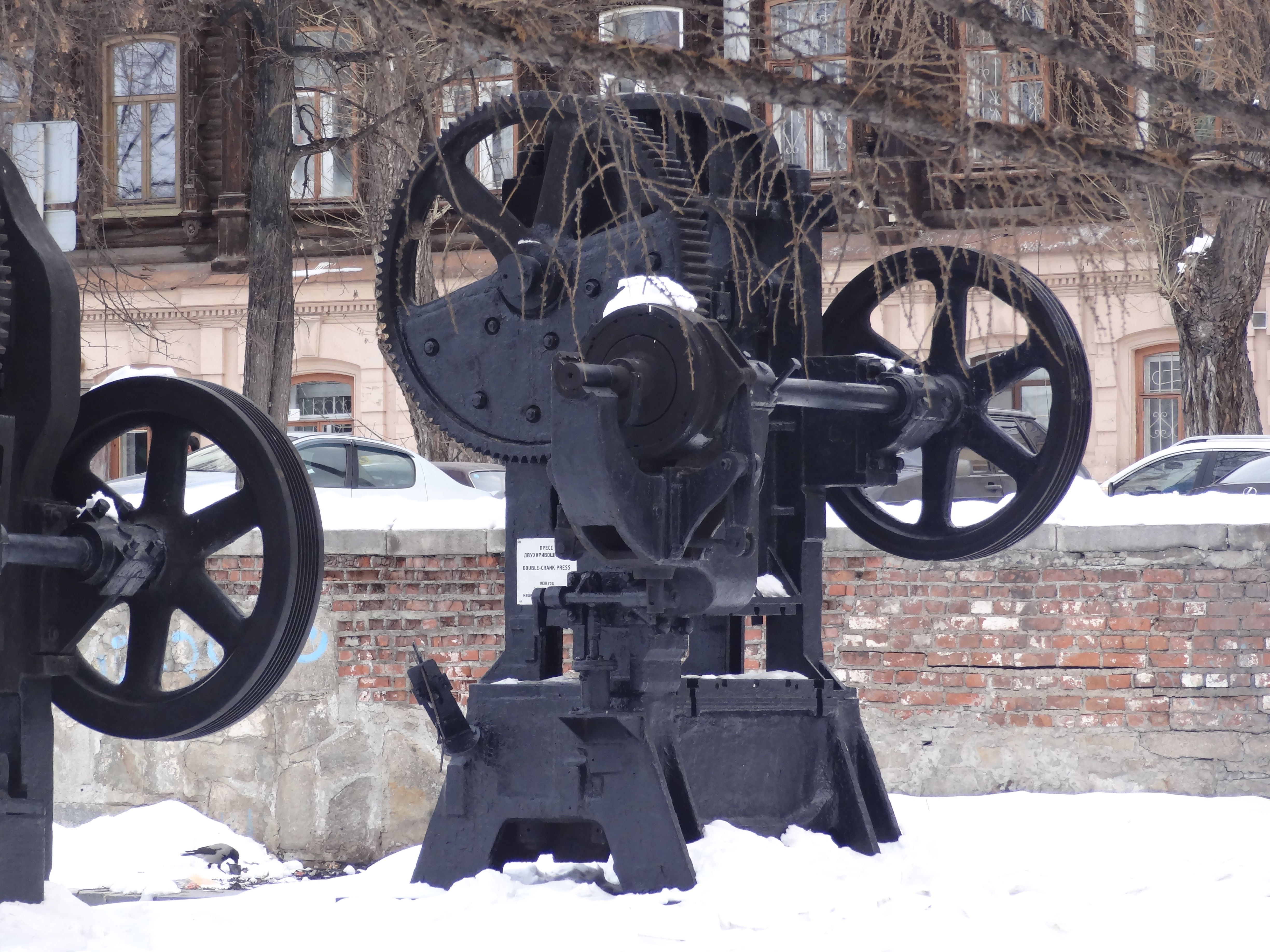
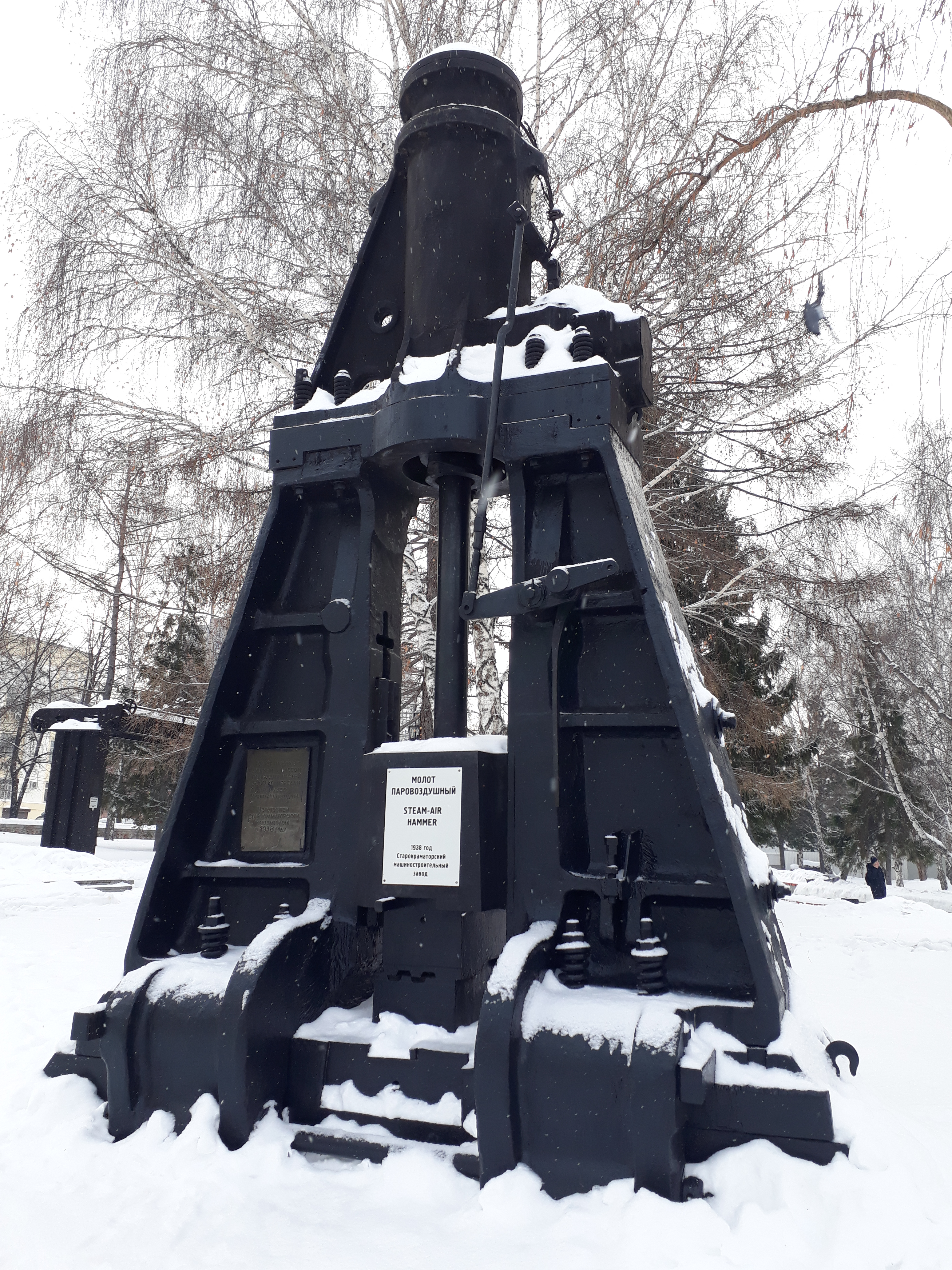
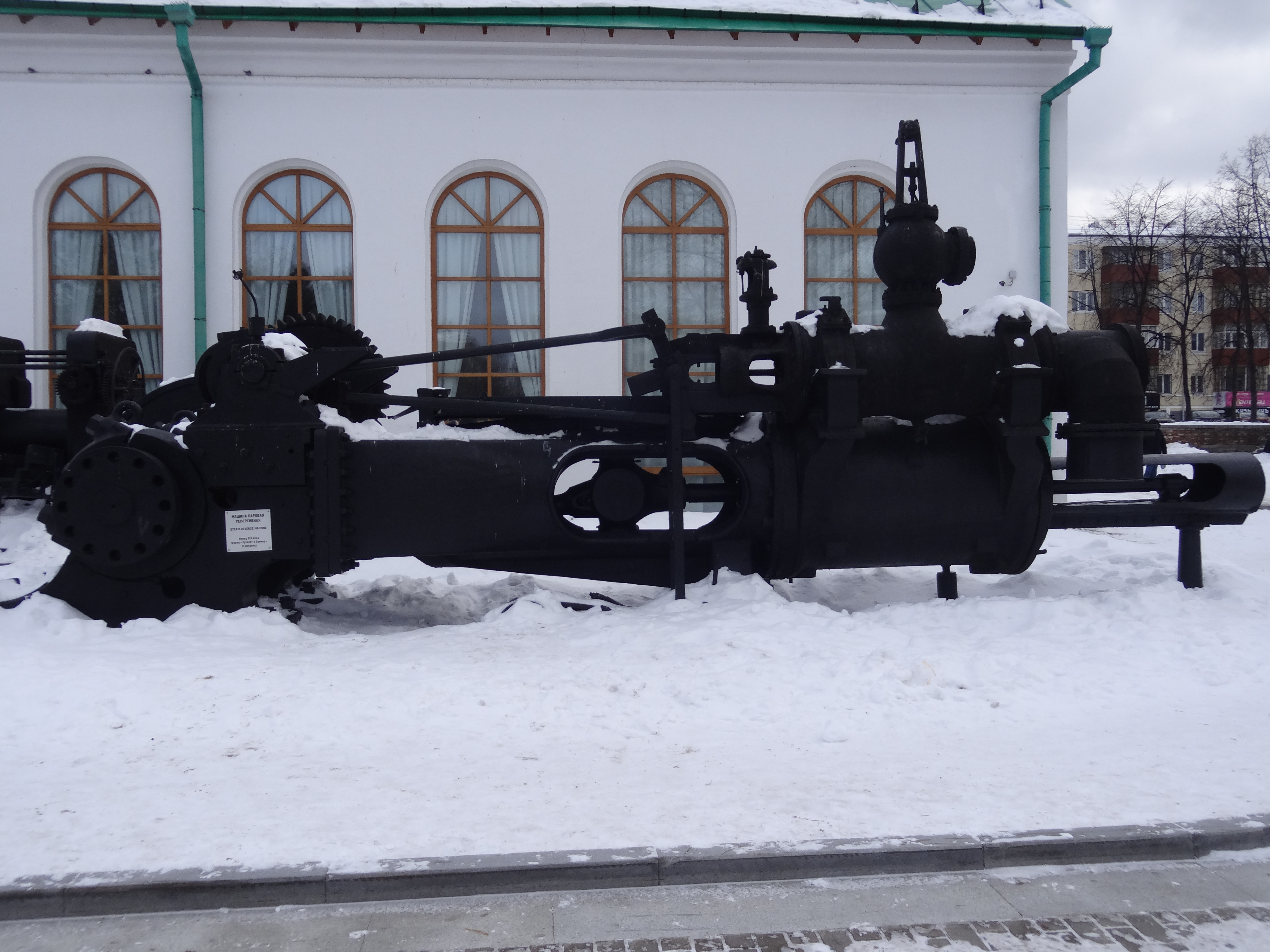

## Название музея
- 1975—1985 — Музей по проблемам истории и перспективам развития архитектуры Урала
- 1985—2012 — Музей истории архитектуры и промышленной техники Урала
- С 2012 года — Музей архитектуры и дизайна УрГАХУ